# Lago Weitmann
El lago Weitmann (en alemán: Weitmannsee) es un lago situado en la región administrativa de Suabia —junto a la frontera con Alta Baviera—, en el estado de Baviera (Alemania), a una elevación de 501 metros; tiene un área de 33 hectáreas. 